# Tok’ra
A tok’ra egy kitalált faj a Csillagkapu filmsorozatban.

## Eredet
A goa’uldok és a tok’rák egy fajba tartoznak. Régen a tok’rák is goa’uldok voltak. Azonban az egyik goa’uld királynő, Egeria szembeszegült a goa’uldokkal, elsősorban arroganciájuk miatt. Utódait hívják tok’ráknak.

## Jellemzés
Más fajokat használ gazdatestként, de csak a gazdatestül szolgáló egyén beleegyezésével foglalja el azt. Az együttélés a kölcsönös előnyökön alapul; a szimbióta megnövelt élettartamot és lassított öregedést biztosít a gazdatestnek, a gazda tudatának elnyomása nélkül. A gazdatest birtokába jut minden információnak, ami a szimbióta tudatában van. A tok’rák az életüket is feláldozzák, hogy a gazdatest tovább élhessen.

## Technológia
A tok’rák technológiailag fejlettebbek a Tau'rinál. Fejlettségük a goa’uldokéhoz közeli. Bázisaikat kristályokkal építik fel.

## Lásd még
- A Csillagkapu szereplőinek listája#Tok’rák